# Église Sainte-Thérèse-de-l'Enfant-Jésus d'Élisabethville
Pour les articles homonymes, voir Église Sainte-Thérèse-de-l'Enfant-Jésus et Sainte Thérèse.
L'église Sainte-Thérèse-de-l'Enfant-Jésus d'Élisabethville (Yvelines), aujourd'hui nommée Édifice culturel Sainte-Thérèse, est un ancien édifice religieux catholique. Il fut l'un des premiers bâtiments religieux en béton armé construits en France, et la première église entièrement construite et sculptée dans le béton. Sise 'place de Louvain' dans la cité résidentielle d'Élisabethville (commune d'Aubergenville, Yvelines), l'église fut construite comme une chapelle votive dédiée à Sainte-Thérèse de Lisieux, en hommage à l'amitié franco-belge. Elle est l'œuvre de l'architecte Paul Tournon. Le sculpteur Carlo Sarrabezolles a taillé directement dans le béton frais, en six semaines, les trente-cinq statues qui composent la façade occidentale.

## Histoire
L'église Sainte-Thérèse d'Élisabethville s'inscrit dans la campagne de construction d'édifice cultuels dans la banlieue parisienne survenue pendant l'entre-deux-guerres, et principalement dans les années 1920. L'église a été construite six ans après le début des travaux de la cité d'Élisabethville, lesquels avaient débuté en 1921, et devaient être placés sous le signe de l'amitié franco-belge. Le nom d'Élisabethville a d'ailleurs été choisi en hommage à la reine Élisabeth de Belgique. Le lieu de villégiature que constituait alors Élisabethville ne possédait ni église ni aucun édifice cultuel, ce qui poussa le prêtre d'Aubergenville, l'abbé Albert Mancel, à lancer une souscription en vue de l'édification d'un lieu de culte à partir de 1927, alléguant qu'« une cité sans église est un corps sans âme ». C'est ainsi que des fonds privés franco-belges sont mobilisés pour l'édification d'une chapelle votive qu'Edmond Ramoisy, président de La Belgique prévoyante, confie à l'architecte Paul Tournon. La chapelle, dédiée à sainte Thérèse de Lisieux, est construite elle aussi en honneur de l'amitié franco-belge. La construction de l'église, composée d'environ 500 m3 de béton, est achevée en une année, du 18 septembre 1927 (pose de la première pierre), au 1er juillet 1928, date à laquelle elle est consacrée par l'évêque de Versailles.
C'est entre 1930 et 1933 que sont réalisées les peintures murales du chœur, du baptistère et de la chapelle des morts, par madame Chanteaud-Chabas et Élisabeth Tournon-Branly, épouse de l'architecte.
En 1965, après les mesures prises par le concile Vatican II, l'aménagement intérieur et l'ameublement sont modifiés. C'est ainsi que disparaissent l'autel et la chaire, tous deux en béton, et qu'est déplacée la statue de sainte Thérèse, réalisée par Lucie Delarue-Mardrus.
L'église fait l’objet d’une inscription au titre des monuments historiques depuis le 27 mai 1977.
Elle est ensuite achetée par la commune d'Aubergenville en 1983. Il faudra attendre le mois de janvier 1986 pour que des restaurations soient entreprises. Elles s'achevèrent un an plus tard. La statue de Sainte-Thérèse retrouve sa place dans le chœur le 20 septembre 1997. Les derniers vitraux de la nef, réalisés par Bruno de Pirey, sont installés pour l'exposition anniversaire des 70 ans de l'édifice en 1998.
En 1997, l’église est désaffectée par l’Église catholique.
En 1999, l’église, sans orgue depuis son inauguration, accueille l’instrument de l’école municipale de musique. 
En 2017, l’état de l’église est proche de celui qui était le sien avant sa restauration de 1986. Un programme de grande ampleur est établi dans un rapport remis en 2016 par une société d'Assistance à Maîtrise d'Ouvrage, spécialisée en Monuments Historiques, HISIF (Chartres). Des réfections doivent concerner la remise en état de la structure et des sculptures en béton de l’église dé-consacrée, mais aussi des fresques, des vitraux de Marguerite Huré et aussi de l’électricité, du chauffage, de l’acoustique, de la sécurité et du grand portail d’entrée en fer forgé.

## Architecture
L'église comporte une haute nef de 20 m de haut, agrémentée d'un flèche culminant à 45 m. Son architecture, formée d'une nef unique dont les façades sont largement percées de vitraux en font une véritable cage de verre et de béton. Elle est ainsi une lointaine héritière de l'architecture de la Sainte Chapelle du Palais de la Cité à Paris.
La façade se compose du portail d'entrée, dont la grille est réalisée par le ferronnier d'art Raymond Subes. La porte, peinte en bleu, est décorée des symboles des saints évangélistes Mathieu (l'ange), Marc (lion ailé), Luc (taureau ailé), et Jean (aigle). Elle a pour particularité de s'ouvrir en totalité, et ainsi d'allonger la longueur de la nef pour les cérémonies exceptionnelles, comme celle de l'inauguration en 1928, et celle de 1965 à l'occasion de la mort de la reine Élisabeth.
La façade a été réalisée par le sculpteur Carlo Sarrabezolles. Les principales sculptures situées au centre de la façade représentent le cardinal Mercier, primat de Belgique, au-dessus du porche d'entrée (sculpté en une seule journée, entre 6 h du matin et 6 h du soir), et au-dessus saint Michel (à gauche) et sainte Jeanne d'Arc (à droite) ; entre les deux les blasons superposés de la Belgique (le lion et la devise "l'union fait la force") et de la France (francisque et bonnet phrygien). Au-dessus figure le nom de l'église : Sancta Teresiae a Jesu infante. Sur les côtés ont été sculptés des anges portant des blasons et des maquettes d'églises des villages sinistrés pendant la Première Guerre mondiale. Sur la partie supérieure de la façade, une statue de sainte Thérèse de Lisieux, bras ouverts, jetant des roses stylisées (prenant la forme de disques et réparties sur tout le haut de la façade). Enfin sont visibles un Jésus en croix soutenu par Dieu le père et le Saint Esprit sous la forme d'une colombe, formant ainsi la Trinité.
À gauche de la façade, la chapelle des morts est désignée à son sommet par une croix voilée. À droite, les fonts baptismaux sont quant à eux ornés d'une étoile scintillante.

## Intérieur
Les côtés de la nef sont ornés de sculptures de Bizette (moulage représentant Jeanne d'Arc, bas relief représentant sainte Élisabeth de Hongrie) et de G. de Koninck (saint Antoine de Padoue, saint Jacques le Majeur, saint Christophe, saint Hubert et le saint curé d'Ars). 
Les vitraux ont été réalisés par Marguerite Huré (qui a déjà œuvré sur d'autres projets de Paul Tournon, mais aussi sur certains d'Auguste Perret) d'après les dessins de Marcel Imbs. Ils ont été installés en 1933, pendant la deuxième vague d'aménagements, en même temps que les peintures du chœur. Les parties centrales des vitraux ont quant à eux été mis en place en 1998. Ils ont été réalisés par Bruno de Pirey et représentent des signes du zodiaque.
Accolé à l'un des piliers de la nef, un Christ en croix en béton a été réalisé par Carlo Sarrabezolles selon la même technique que les décorations extérieures.
Le chœur est décoré d'une fresque réalisée par Madame Chantot-Chabat. Celle-ci, surmontée de la citation "Je veux passer mon ciel à faire du bien sur la terre" attribuée à Sainte-Thérèse de Lisieux, illustre ces paroles par une composition bucolique alliant végétation stylisée et oiseaux exotiques de couleurs vives. Les motifs géométriques sur la partie supérieure de la fresque reprennent le tracé des vitraux et leurs motifs. Ces peintures ont d'ailleurs beaucoup choqué lors de leur présentation au public, pour leur caractère profane. Au milieu du chœur, derrière l'autel, figure une sculpture dorée réalisée par Lucie Delarue-Mardrus représentant Sainte-Thérèse de Lisieux, les yeux vers le ciel, ayant à ses pieds une poupée, une corde à sauter, un ballon et des roses, éléments qui ont été découverts lors de la restauration de la statue, qui a été redorée.
La chapelle des fonts baptismaux a été décorée de fresques d'Élisabeth Tournon-Branly, épouse de Paul Tournon. Elles représentent des vertus, dont au centre la foi, la charité et l'espérance, et sur les côtés la force et la prudence notamment.

## Dans les arts
L'édifice figure sur l'un des 114 vitraux réalisés entre 1928 et 1930 par l'artiste-cheminot Charles Sarteur (1874-1933), ornant chacune des parties supérieures des arches intérieures de la gare de Paris-Saint-Lazare et représentant les différentes destinations vers l'ouest depuis la capitale. L'œuvre est visible dans le hall principal dit salle des pas perdus.